# ناحیه پوکاگون، میشیگان
ناحیه پوکاگون (به انگلیسی: Pokagon Township) یک منطقهٔ مسکونی در ایالات متحده آمریکا است که در شهرستان کاس، میشیگان واقع شده‌است.
 ناحیه پوکاگون ۸۸٫۷ کیلومتر مربع مساحت و ۲٬۰۲۹ نفر جمعیت دارد و ۲۲۹ متر بالاتر از سطح دریا واقع شده‌است.